# Дмитровка (Зеленоподская сельская община)
Дмитровка (укр. Дмитрівка) — село в Зеленоподской сельской общине Каховского района Херсонской области Украины.
Население по переписи 2001 года составляло 948 человек. Почтовый индекс — 74852. Телефонный код — 5536. Код КОАТУУ — 6523581001.

## Местный совет
74852, Херсонская обл., Каховский р-н, с. Дмитровка, ул. Белинского, 25